# ثلاثة أيام فلاندرز الغربية 2015
ثلاثة أيام فلاندرز الغربية 2015 (بالإنجليزية: 2015 Driedaagse van West-Vlaanderen)‏ هو سباق دراجات هوائية، وهو الموسم رقم 69 من نفس السباق، وأقيم في 6-8 مارس 2015، وهو أحد سباقات طواف أوروبا للدراجات 2015، وهو من نوع سباق المرحلة.

## المراحل
| المرحلة   | التاريخ | الدورة                           | type            | المسافة (كم) | الفائز بالمرحلة | القائد العام |
| --------- | ------- | -------------------------------- | --------------- | ------------ | --------------- | ------------ |
| المقدمة   | 6 مارس  | Middelkerke ‏ – Middelkerke ‏      | مرحلة سباق زمني |              |                 |              |
| المرحلة 1 | 7 مارس  | بروج – هاريل بيك                 | مرحلة مستوية    |              |                 |              |
| المرحلة 2 | 8 مارس  | Nieuwpoort, Belgium ‏ – Ichtegem ‏ | مرحلة مستوية    |              | داني فان بوبيل  |              |

## وصلات خارجية
- الموقع الرسمي